# Isòmers d'espín de l'hidrogen

Isòmers d'espín de l'hidrogen molecular

Els isòmers d'espín de l'hidrogen molecular, en anglès: Spin isomers of hydrogen, es presenten en dues formes isomèriques, una amb dos espín de protó alineats de forma paral·lela (ortohidrogen), i l'altra amb els dos espín de protons alineats antiparal·lelament (parahidrogen).
El parahidrogen es troba en un estat d'energia més baix que l'ortohidrogen. A temperatura d'una habitació i equilibri tèrmic, l'excitació tèrmica causa que l'hidrogen consti d'un aproximadament 75% d'ortohidrogen i un 25% de parahidrogen. Quan es liqua l'hidrogen, hi ha una transició espontània lenta a una relació igual i l'alliberament d'energia té implicacions en el seu emmagatzematge.

## Estadis nuclear spin de l'hidrogen₂
Cada molècula d'hidrogen (H₂) consta de dos àtoms d'hidrogen enllaçats per un enllaç covalent. Si no es té en compte la petita proporció de deuteri i triti cada àtom d'hidrogen consta d'un protó i un electró. Cada protó està associat a un moment magnètic, el qual està associat amb l'espín de protó de 1/2. En la molècula H₂, els espins dels dos nuclis d'hidrogen (protons) s'aparellen per a formar un estadi triplet conegut com a ortohidrogen, i un estadi singular conegut com a parahidrogen.
L'estadi triplet ortohidrogen té un espín nuclear total I = 1 Cada nivell d'energia de l'ortohidrogen aleshores té un espín (nuclear) i la seva degenera que pot ser trencada per un camp magnètic.
La relació entre les formes orto i para és de 3:1 a temperatura i pressió estàndard. tanmateix, en el seu equilibri químic hi domina la forma para a baixes (aprox. 99.8% a 20 K).

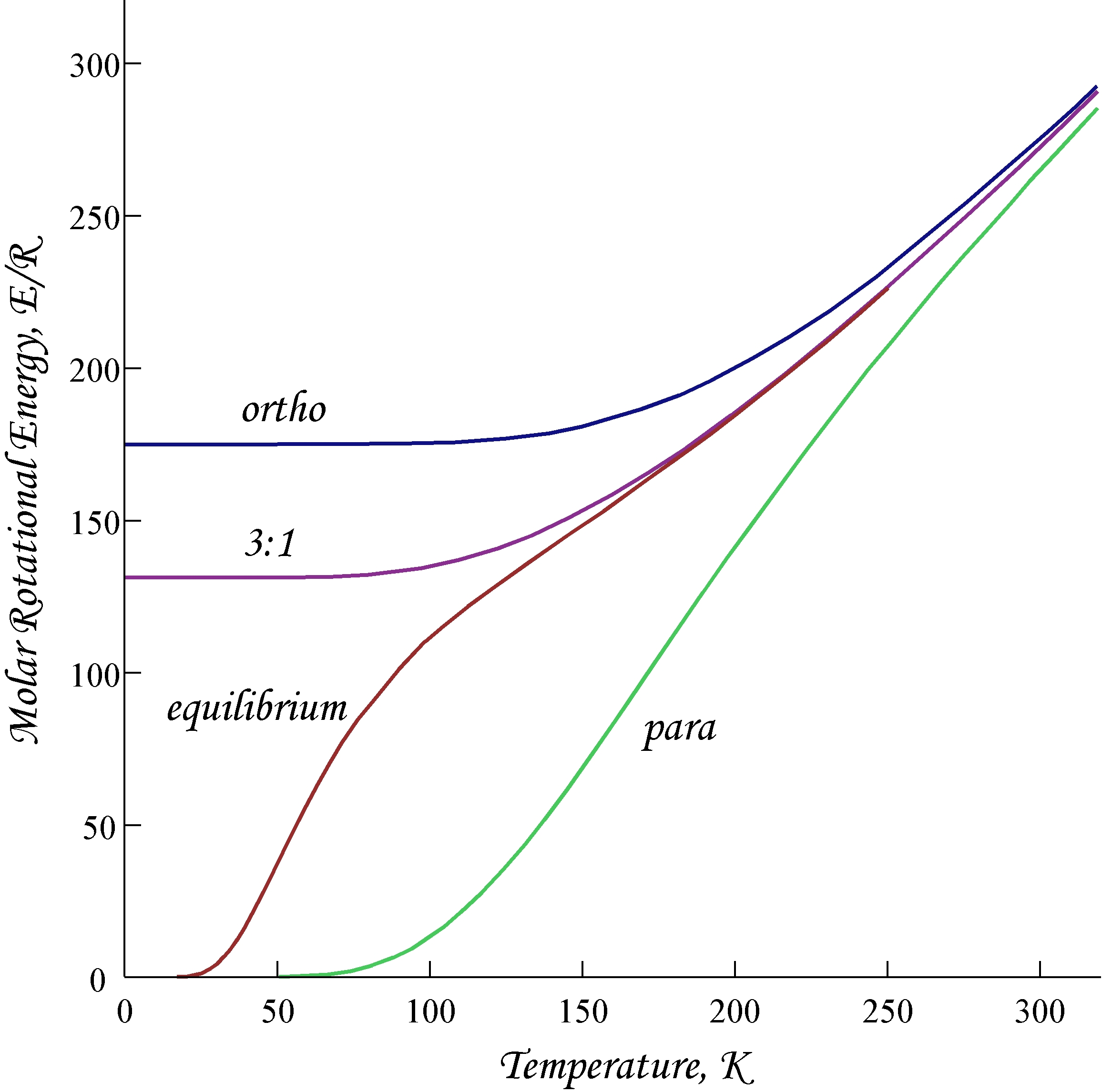
Energies rotacionals molars

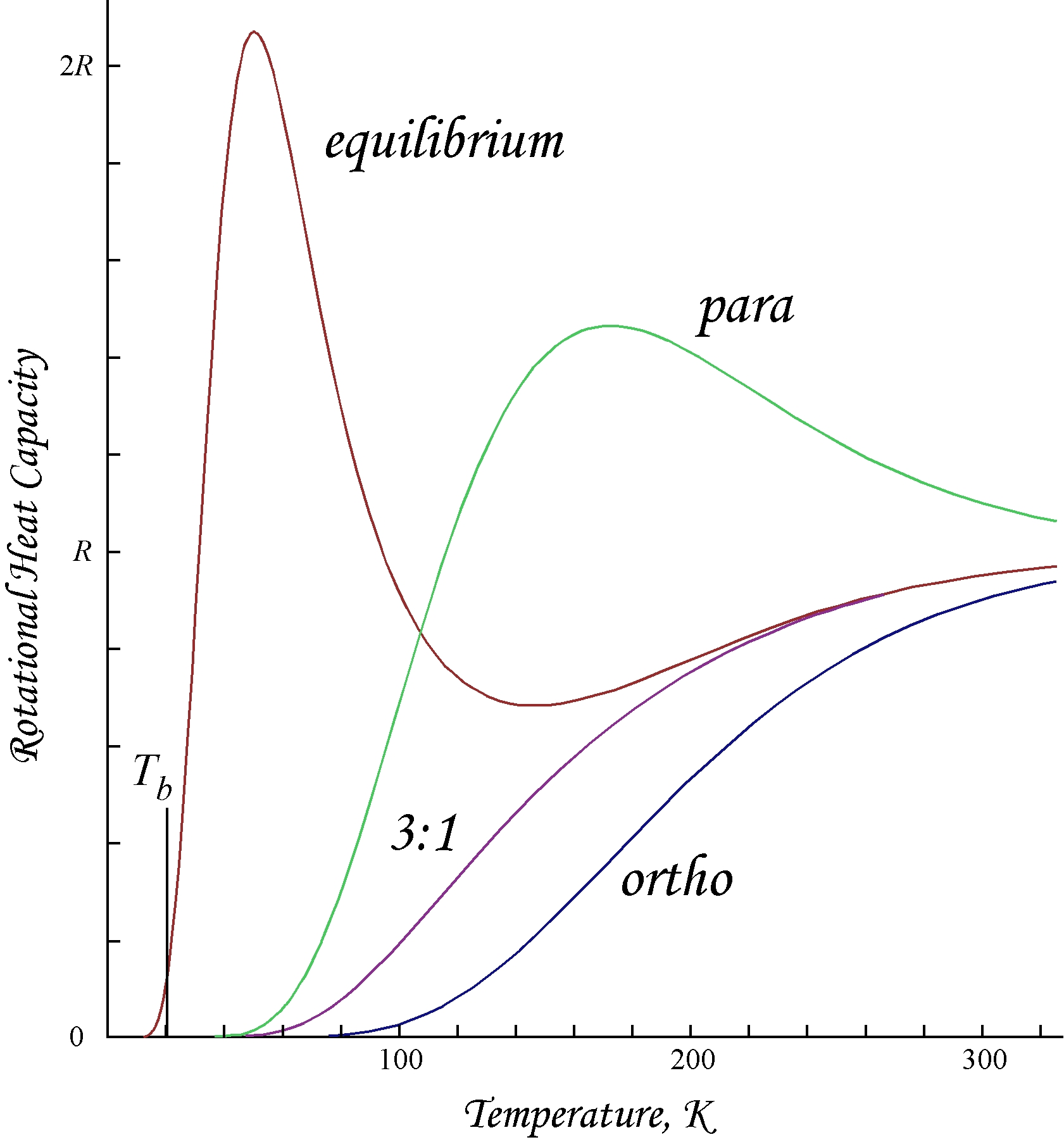
Capacitats de calor molars

A causa de la antisimetria dels estadis rotacionals possibles, l'ortohidrogen té energia rotacional residual significativa a baixes temperatures i posseeix entropia nuclear-espín 
Tanmateix, l'ortohidrogen és inestable termodinàmicament a baixes temperatures i espontàniament es converteix en parahidrogen 
El parahidrogen pur va ser sintetitzat primer per Paul Harteck i Karl Friedrich Bonhoeffer el 1929.

## Úe enNMR
En les reaccions d'hidrogenació es fa servir parahidrogen en excés el producte resultant mostra hiperpolarització (Parahydrogen Induced Polarisation) o, equivalentment, PASADENA (Parahydrogen And Synthesis Allow Dramatically Enhanced Nuclear Alignment (dit per l'efecte primer reconegut per Bowers i Weitekamp de Caltech),

## Altres substàncies amb isòmers espín
Altres molècules i grups funcionals que contenen dos àtoms d'hidrogen com la molècula de l'aigua i el grup metilè, també tenen formes orto- i para (p.e. ortoaigua i paraaigua), però les seves propietats tèrmiques són menys significatives. Les seves relacions orto-para difereixen poc de la del dihidrogen.
L'oxigen molecular també existeix en tres estadis triplet de baixa energia i un estadi singular paramangnètic oxigen triplet i oxigen singlet diamagnètic. Aquests estadis s'originen des d'espins dels seus electrons no aparellats però no dels protons o nuclis.